# سردر مسجد شیخ بابا
سردر مسجد شیخ بابا مربوط به دوره قاجار است و در مراغه، خیابان خواجه نصیر شمالی، مسجد شیخ بابا واقع شده و این اثر در تاریخ ۲ مرداد ۱۳۸۷ با شمارهٔ ثبت ۲۳۰۴۱ به‌عنوان یکی از آثار ملی ایران به ثبت رسیده است.